# Morestel
Morestel – miejscowość i gmina we Francji, w regionie Owernia-Rodan-Alpy, w departamencie Isère.
Według danych na rok 1990 gminę zamieszkiwały 2972 osoby, a gęstość zaludnienia wynosiła 370 osób/km² (wśród 2880 gmin regionu Rodan-Alpy Morestel plasuje się na 296. miejscu pod względem liczby ludności, natomiast pod względem powierzchni na miejscu 1278.).